# Serzedo e Calvos
Serzedo e Calvos (oficialmente: União das Freguesias de Serzedo e Calvos) é uma freguesia portuguesa do município de Guimarães, com 4,5 km² de área e 2 263 habitantes (censo de 2021). A sua densidade populacional é 502,9 hab./km².

## História
Foi constituída em 2013, no âmbito de uma reforma administrativa nacional, pela agregação das antigas freguesias de Serzedo e Calvos e tem a sede em Serzedo.

## Demografia
A população registada nos censos foi:
| Distribuição da População por Grupos Etários | Distribuição da População por Grupos Etários | Distribuição da População por Grupos Etários | Distribuição da População por Grupos Etários | Distribuição da População por Grupos Etários | Distribuição da População por Grupos Etários |
| -------------------------------------------- | -------------------------------------------- | -------------------------------------------- | -------------------------------------------- | -------------------------------------------- | -------------------------------------------- |
| Antes da agregação                           |                                              |                                              |                                              |                                              |                                              |
| Ano                                          | 0-14 anos                                    | 15-24 anos                                   | 25-64 anos                                   | >= 65 anos                                   | Total                                        |
| 2001                                         | 575                                          | 429                                          | 1224                                         | 235                                          | 2463                                         |
| 2011                                         | 430                                          | 289                                          | 1322                                         | 243                                          | 2284                                         |
| Após a agregação                             |                                              |                                              |                                              |                                              |                                              |
| Ano                                          | 0-14 anos                                    | 15-24 anos                                   | 25-64 anos                                   | >= 65 anos                                   | Total                                        |
| 2021                                         | 321                                          | 289                                          | 1321                                         | 332                                          | 2263                                         |